# جوي جاي
جوي جاي (بالإنجليزية: Joey Jay)‏ هو لاعب كرة قاعدة أمريكي، ولد في 15 أغسطس 1935 في ميدلتاون في الولايات المتحدة.

## وصلات خارجية
- جوي جاي على موقعبيزبول رفرنس.كوم (الدوري الرئيسي) (الإنجليزية)
- جوي جاي على موقعبيزبول رفرنس.كوم (الدوري الثانوي) (الإنجليزية)
- جوي جاي على موقع جمعية أبحاث البيسبول الأمريكية (الإنجليزية)